# Leon E. Salomon

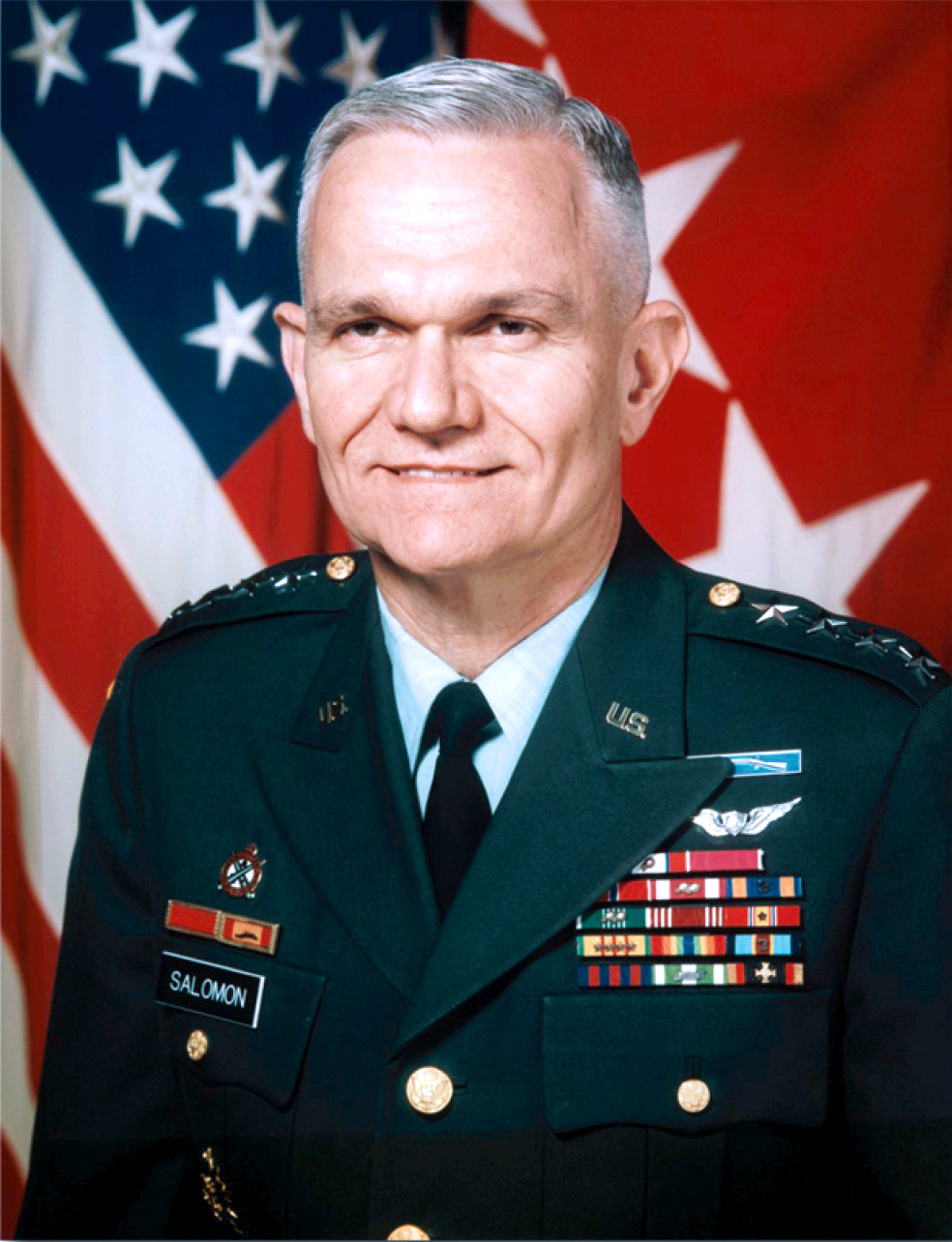
Leon E. Salomon

Leon Edward Salomon (* 27. April 1936 in Chicago, Illinois; † 14. Juli 2023) war ein Viersterne-General der United States Army.  
Nach seiner Schulzeit wurde Leon Salomon im Jahr 1958 zur US-Army eingezogen. Dort absolvierte er die Infantry Officer Candidate School. Nach seinem erfolgreichen Abschluss wurde er 1959 als Leutnant zunächst der Infanterie zugeteilt. In der Armee durchlief er anschließend alle Offiziersränge bis zum Viersternegeneral.
Im Lauf seiner militärischen Karriere absolvierte er verschiedene Kurse, Schulungen und andere Fortbildungsanstalten. Dazu gehörten die University of Florida, wo er die Fächer Chemie und Biologie studierte, das Air Force Institute of Technology, der Chemical Officer Advanced Course, das Command and General Staff College und das Industrial College of the Armed Forces, das heute als Dwight D. Eisenhower School for National Security and Resource Strategy bekannt ist.
Da eines seiner Interessensgebiete Chemie war, wechselte Salomon im Jahr 1962 zum Chemical Corps des Heeres. Dieses befasste sich mit der Abwehr chemischer, biologischer und atomarer Waffen. In den folgenden Jahren war er unter anderem als Dozent für Chemie an militärischen Einrichtungen tätig. Außerdem war er mit der Verbesserung der militärischen Logistik befasst. In den Jahren 1969 und 1970 wurde er im Vietnamkrieg eingesetzt.
Im Jahr 1974 wechselte Salomon zum Ordnance Corps. Die Aufgabe dieser Einrichtung war und ist die Versorgung der U.S. Army mit Waffen und Waffensystemen, Lenkflugkörpern, Munition und Landfahrzeugen. Salomon wurde Kommandeur des 19th Maintenance Battalions in Gießen und anschließend Stabsoffizier in der Logistikabteilung der 3. Panzerdivision.
Anfang der 1980er Jahre war er als Stabsoffizier an der Reform des Nachschubwesens der US-Army beteiligt. Das betraf auch das Ordnance Corps. Danach wurde er Kommandeur des für Nachschub zuständigen Support Command der 1. Kavalleriedivision in Fort Hood in Texas. Anschließend wurde er nach Kaiserslautern in Deutschland versetzt, wo er stellvertretender Kommandeur des damals dort ansässigen 21st Support Commands wurde. Diese Einheit unterstand der United States Army Europe (USAREUR) und unterstützte diese.
Vom 13. Juni 1986 bis zum 12. August 1988 war Leon Salomon Kommandeur des Ordnance Corps. Anschließend war er bis 1989 stellvertretender Stabschef für Logistik des United States Army Materiel Command (AMC). Danach übte er die gleiche Funktion beim TRADOC aus. Bei dieser Organisation übernahm er danach die Stelle des Abteilungsleiters für die Waffenbeschaffung (Deputy Commanding General for Combined Arms Support).
Von 1989 bis 1992 hatte Leon Salomon das Kommando über das damals neugeschaffene United States Army Combined Arms Support Command. Diese in Fort Lee in Virginia stationierte Einheit untersteht dem United States Army Training and Doctrine Command. Sein letztes Kommando hatte Salomon, inzwischen im Rang eines Viersterne-Generals, vom 11. Februar 1994 bis zum 27. März 1996 inne. In dieser Zeit war er als Nachfolger von Jimmy D. Ross Oberbefehlshaber des United States Army Materiel Commands. Nachdem er dieses Kommando an seinen Nachfolger Johnnie E. Wilson übergeben hatte, ging Salomon in den Ruhestand.
Im Ruhestand arbeitete Leon Salomon in der freien Wirtschaft. Er war Mitglied im Vorstand einiger Firmen und als Berater tätig. Im Jahr 2019 machte er Schlagzeilen, als er wegen sexueller Belästigung während seiner Militärzeit eine nachträgliche Abmahnung von der US-Army erhielt. Eine weitere Untersuchung fand aber nicht statt. Im Jahr 2022 lebte der General mit seiner Frau Shirley in Gulfport in Florida.

## Orden und Auszeichnungen
Salomon erhielt im Lauf seiner militärischen Laufbahn unter anderem folgende Auszeichnungen:
- Army Distinguished Service Medal (2 x)
- Legion of Merit
- Bronze Star Medal
- Meritorious Service Medal (3 x)
- Air Medal (3 x)
- Army Commendation Medal (3 x)
- Meritorious Unit Commendation
- Good Conduct Medal
- National Defense Service Medal
- Vietnam Service Medal
- Army Service Ribbon
- Overseas Service Ribbon
- Hazardous Service Medal (Südvietnam)
- Armed Forces Honor Medal (Südvietnam)
- Ehrenkreuz der Bundeswehr
- Gallantry Cross (Südvietnam)
- Vietnam Campaign Medal (Südvietnam)
- Expert Infantryman Badge
- Aircrew Badge
- Army Staff Identification Badge